# يونغ يو تشونغ
يونغ يو تشونغ (11 يوليو 1989 بهونغ كونغ البريطانية في المملكة المتحدة - ) هو لاعب كرة قدم هونغ كونغي في مركز الوسط. شارك مع منتخب هونغ كونغ تحت 23 سنة لكرة القدم ومنتخب هونغ كونغ لكرة القدم. أما مع النوادي، فقد لعب مع أتليتيكو كلوب دي برتغال ونادي جنوب الصين وGS Loures ‏ وMetro Gallery FC ‏ وHong Kong 08 ‏ وGuizhou F.C. ‏ وHong Kong C Team ‏ وWorkable FC ‏.

## وصلات خارجية
- يونغ يو تشونغ على موقع الاتحاد الدولي (مؤرشف)  (الإنجليزية)
- يونغ يو تشونغ على موقع رابطة كرة القدم اليابانية للمحترفين (اليابانية)
- يونغ يو تشونغ على موقع قاعدة بيانات كرة القدم.إي يو (الإنجليزية)
- يونغ يو تشونغ على موقع ناشيونال فوتبول تيمز (الإنجليزية)
- يونغ يو تشونغ على موقع Soccerway.com (الإنجليزية)
- يونغ يو تشونغ على موقع عالم كرة القدم.نت (الإنجليزية)